# 斯科特·巴隆
斯科特·巴隆（英語：Scott Barron；1985年9月2日—）是一位已經退役的英格蘭足球運動員。他效力過賓福特足球會等球隊。

## 外部連結
- Player profile at Millwall F.C.
- 足球数据库：斯科特·巴隆的球员统计数据